# 浜野弥四郎
浜野 弥四郎（はまの やしろう、旧字体：濱野 彌四郞、1869年10月13日（明治2年9月9日） - 1932年（昭和7年）12月30日）は、日本の衛生工学、土木工学者。日本統治時代の台湾で台湾総督府土木部の技師として多くの上下水道インフラを手がけたことから、「台湾水道の父（繁体字中国語: 台灣水道之父、台灣自來水之父）」と評されている。

## 人物

### 経歴
- 1869年10月13日（明治2年9月9日） - 佐倉藩寺台村（現：千葉県成田市寺台）で農家の二男、黒川 弥次郎（くろかわ やじろう）として出生[1]。
- 1876年 - 成田小学校（現：成田市立成田小学校）入学[2](p76)。
- 1882年 - 千葉中学校（現：千葉県立千葉中学校・高等学校）入学[2]。
- 1886年 - 東京の旧制第一高等学校に入学[1]
- 1888年 - 医師の浜野昇（のちに政治家）に養子入り[2](p77)。浜野 弥四郎と改名[1]。
- 1893年 - 帝国大学工科大学（現：東京大学大学院工学系研究科・工学部）に入学し、イギリス（スコットランド）出身のお雇い技師ウィリアム・K・バートン（バルトンとも。以下バートン）に師事[1]。
- 1896年 - 帝国大学卒業[1]、バートンとともに台湾へ赴任する。
- 1919年 - 台湾から帰国[1]。
- 1932年12月30日 - 東京で死去[1]。

### 養父・浜野
(p76)

### 台湾での業績

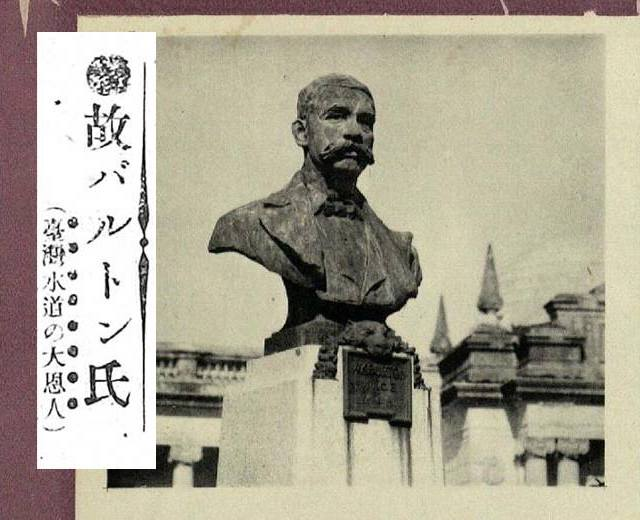
浜野の尽力で台北水道水源地に建立されたウィリアム・K・バートンの像（現存せず）

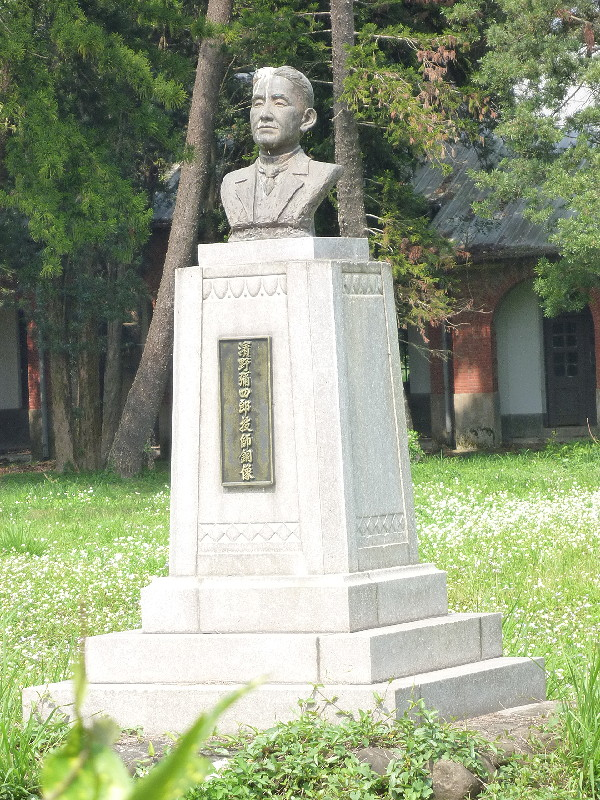
台南市の山上浄水場（旧台南水道）にある浜野弥四郎胸像

帝大の衛生工学特別講師だったバートンに師事し東京帝国大学工学部土木学科を卒業後の1896年（明治29年）、バートンが民政長官後藤新平の要請で台湾での衛生インフラ整備事業で顧問を務めることになり助手として同行した。台湾に赴任すると、台湾総督府民政部土木局の技師に従事。帝国大学で後輩だった堀見末子と同僚だった(p51)。
台北と南部で衛生状況調査、台中で都市計画調査を行う傍ら、同時並行でイギリス統治下の上海、香港、シンガポールなどを視察し英国式の衛生行政を学んだ。そしてバートンと浜野は台湾で衛生問題を解決する方策は上下水道の整備にあると結論付けた。
1899年（明治33年）、バートンは基隆水道貯水池（現・基隆市暖暖区の西勢水庫）設計中に風土病に倒れ、東京へ戻りつつも帰らぬ人となった(p78)。悲しみに暮れつつも浜野はバートンの遺志を継いで台湾に残り上下水道の整備を継続した。
23年に及ぶ駐在期間で基隆、台北、台中、彰化、嘉義、台南、屏東などの主要都市および士林、金包里（現・新北市金山区）、北投、斗六、大甲、花蓮港などの中小都市で水道事業に携わった(p49)。
水源調査、取水場・浄水場・濾過装置・上下水道の整備計画をまとめあげただけでなく、バートンの教えに従い新しい理論、概念の学習を欠かさず毎年定期的に開催されていた全国上水協議会などで他の技師と交流もしていた(p50)。
また、在台日本人の健康増進、精神鍛練などを目的に設立され、台湾で武徳殿などを運営していた「台湾体育協会」で理事も務めている。
1902年に竣工した基隆水道は21世紀の今なお現役であり、当時の姿を残す八角井楼とポンプ室は市定歴史建築に登録されている。
1908年に完成した台北水道は日本の東京や名古屋よりも早く供用された水源で、12万人分の水を供給し、台北市の水事情、衛生事情の改善に大きく寄与した。役目を終えた現在は台北市政府の市指定古蹟に登録され、「自来水博物館」として生まれ変わっている。
1911年7月9日には士林、北投でも水道が完成、1912年には第28回帝国議会で総督府が要請していた総額263万円の台南水道の予算案が通過した。翌年に実地調査を開始し。予算が433万円に超過したり、第一次世界大戦の影響などで予定していた4年の工期が遅れたものの(p49)、7年以上の工期を経て1922年（大正11年）に10万人の供給能力をもつ水道インフラが完成している。台南水道は戦後に市内で大型の施設が稼働し主要な役割を譲ったものの、1982年まで稼働し続けた。こちらも2005年に国定古蹟となっている。
台南水道事業では上司として八田與一と出会い、八田は浜野から多くのことを学んだ(p79)。その後八田は同じ台南で嘉南大圳と烏山頭水庫の大事業を完成させている。
1919年、浜野は健康状態の悪化を理由に総督府の職務を辞し、帰国することを決意。また、恩師バートンの功績を世に留めるべくその銅像を建てようと募金に奔走し、台湾総督明石元二郎にも台北水道水源地内の用地確保を申請している(p79)。3月30日に無事バートン像の除幕式を開くことができた(p79)。4月に帰国のために台湾を去る際には官民合わせて150人以上が集い送別会を開いている(p50)。
23年間の駐在中、16ヶ所の上下水道システム構築、16ヶ所の都市計画に携わったことで後世では「都市の医師」と評されるに至っている(p51)。
没後の1937年時点で主要都市を含めて全土に111ヶ所の水道インフラが整備されている 。
日本へ戻った浜野は帝国大学学長だった佐野藤次郎の紹介で神戸市都市計画課課長として市内の上下水道整備に携わり、引き続きその手腕を国内で発揮した(p51)。
浜野の帰国後、八田は師である浜野の功績を称えようと台南水道の山上水源地（現・台南市山上区）に銅像を設置を呼びかけた(p50)。そして1921年に胸像が建立され、台北と台南で師弟の像が揃うことになった。しかし第二次世界大戦中の金属供出令により、バートン像だけでなく(p44)、浜野像も撤去されている(p80)。その後、水源地を訪問した台南の実業家で奇美実業創業者の許文龍は像の不在を嘆き、浜野の胸像を製作、水源地に寄贈している。

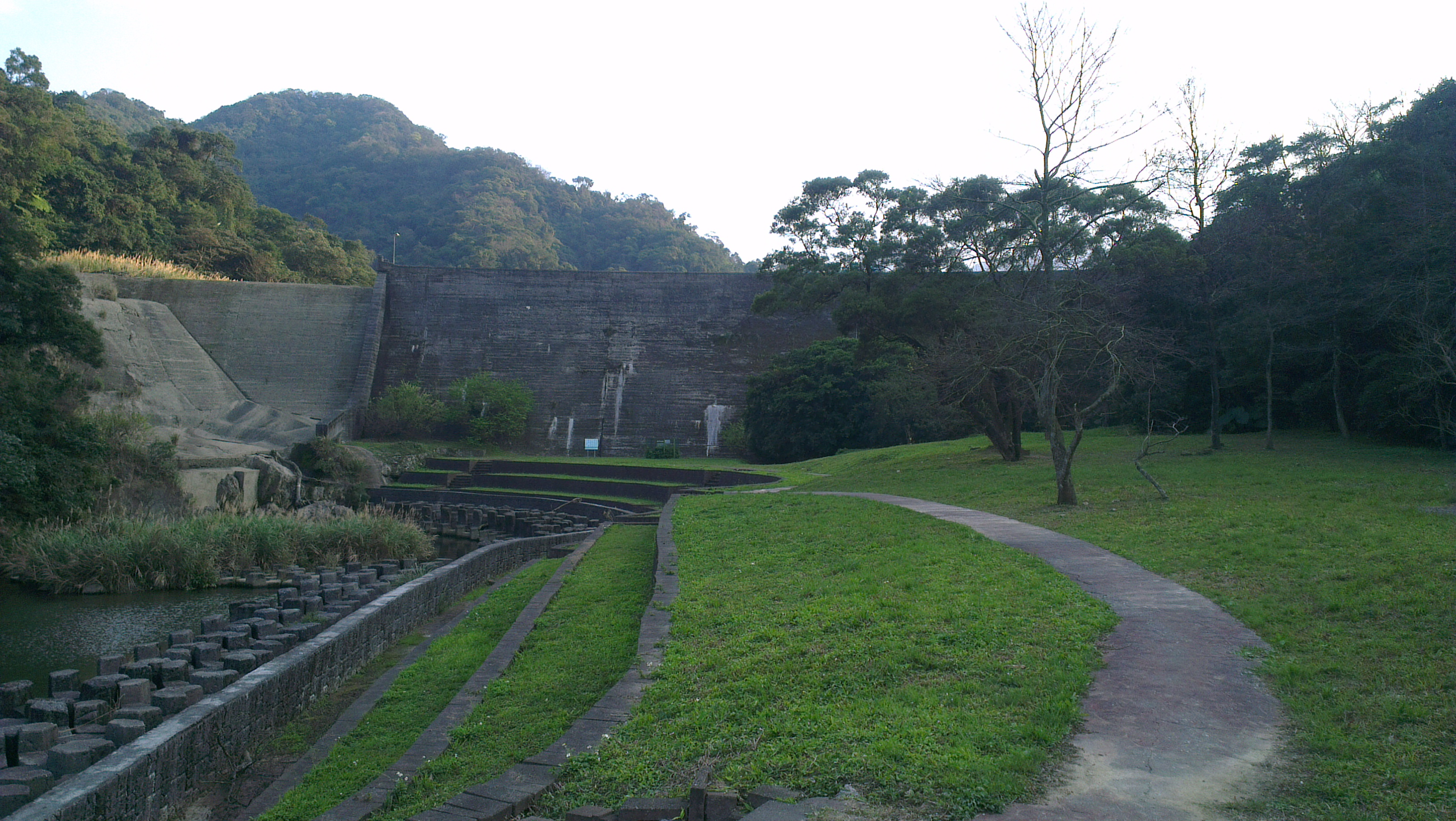
基隆水道の基幹ダム「西勢水庫」
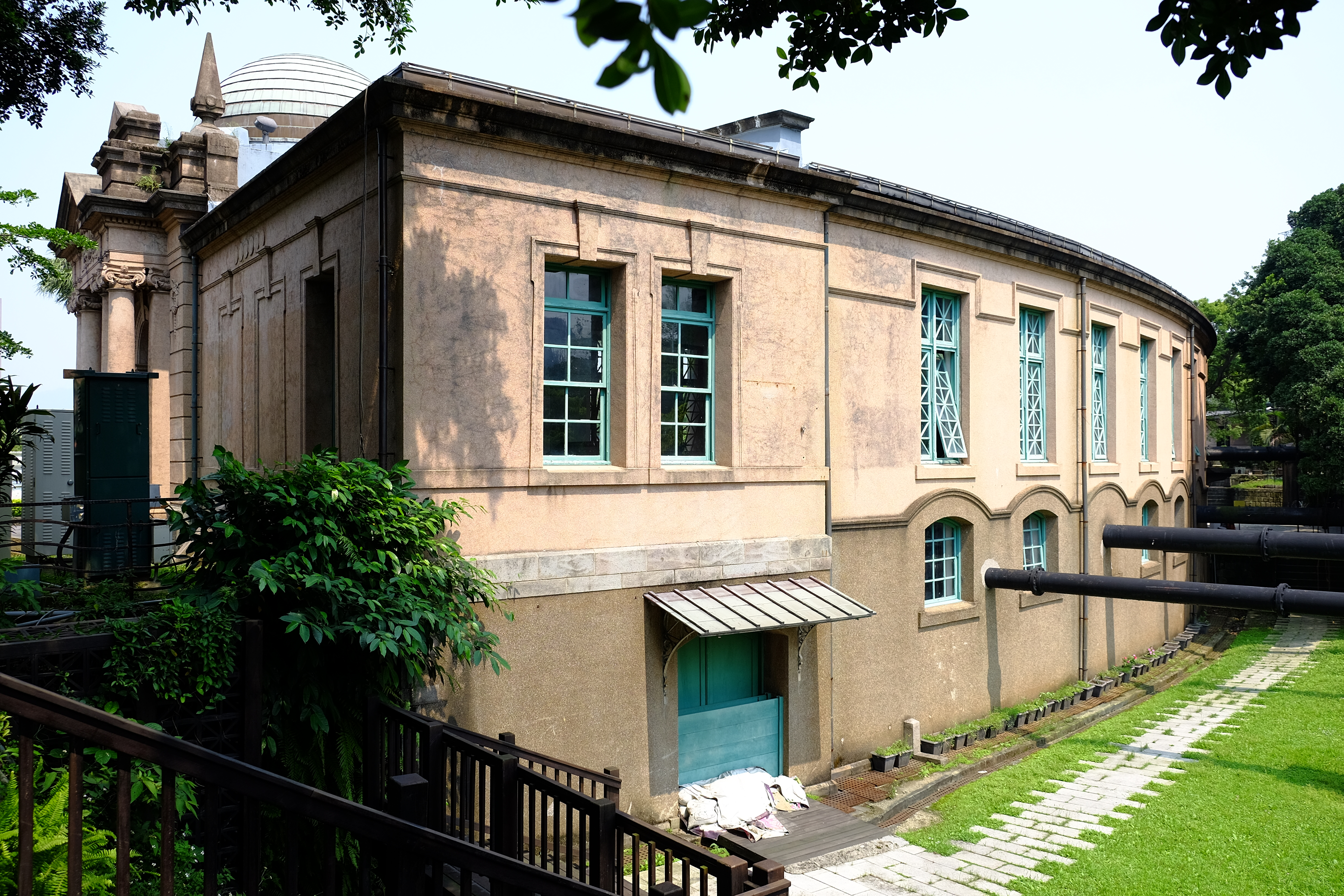
台北水道水源地
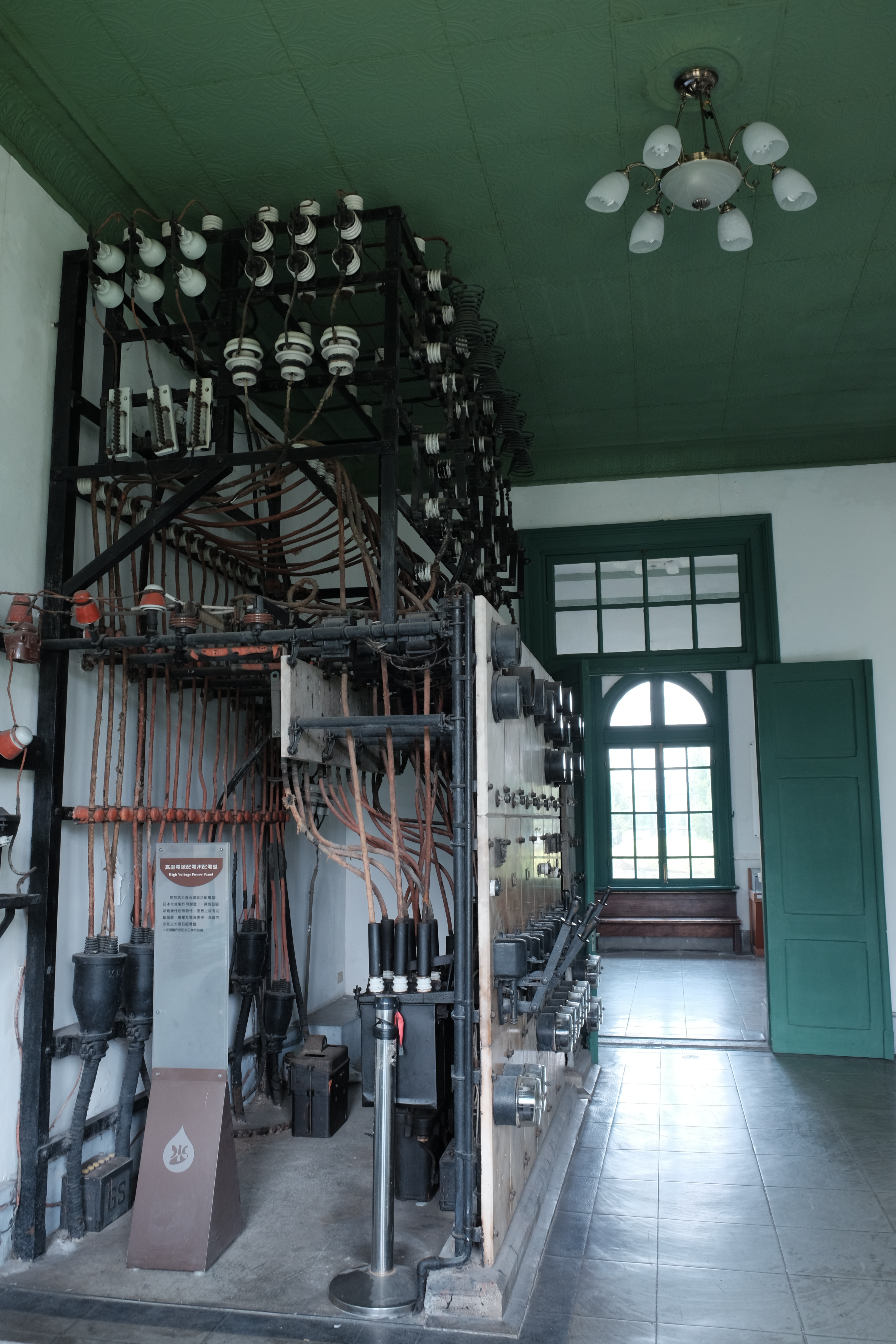
現在は自来水博物館となっている台北水道水源地の内部
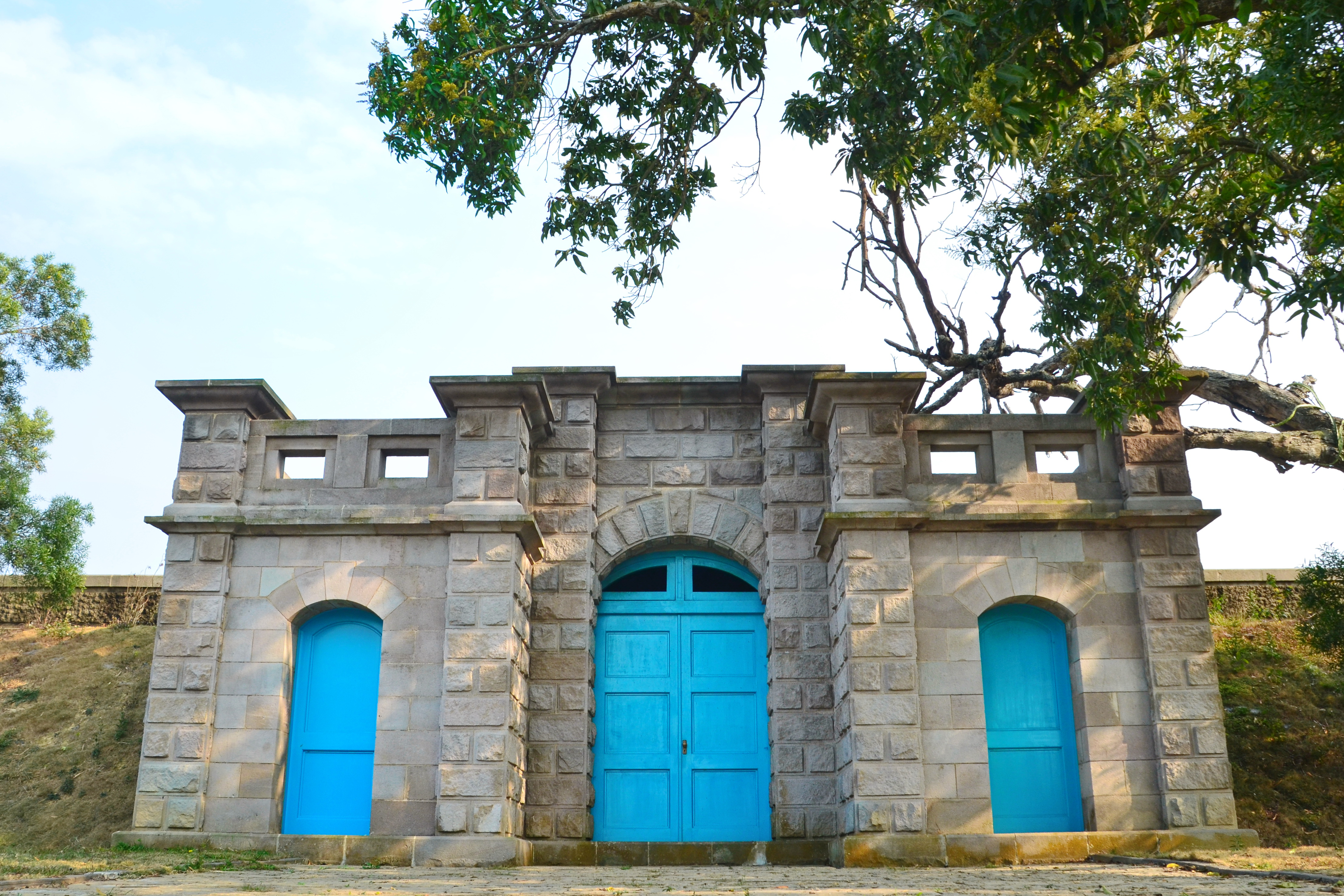
旧台南水道（台南市山上区）
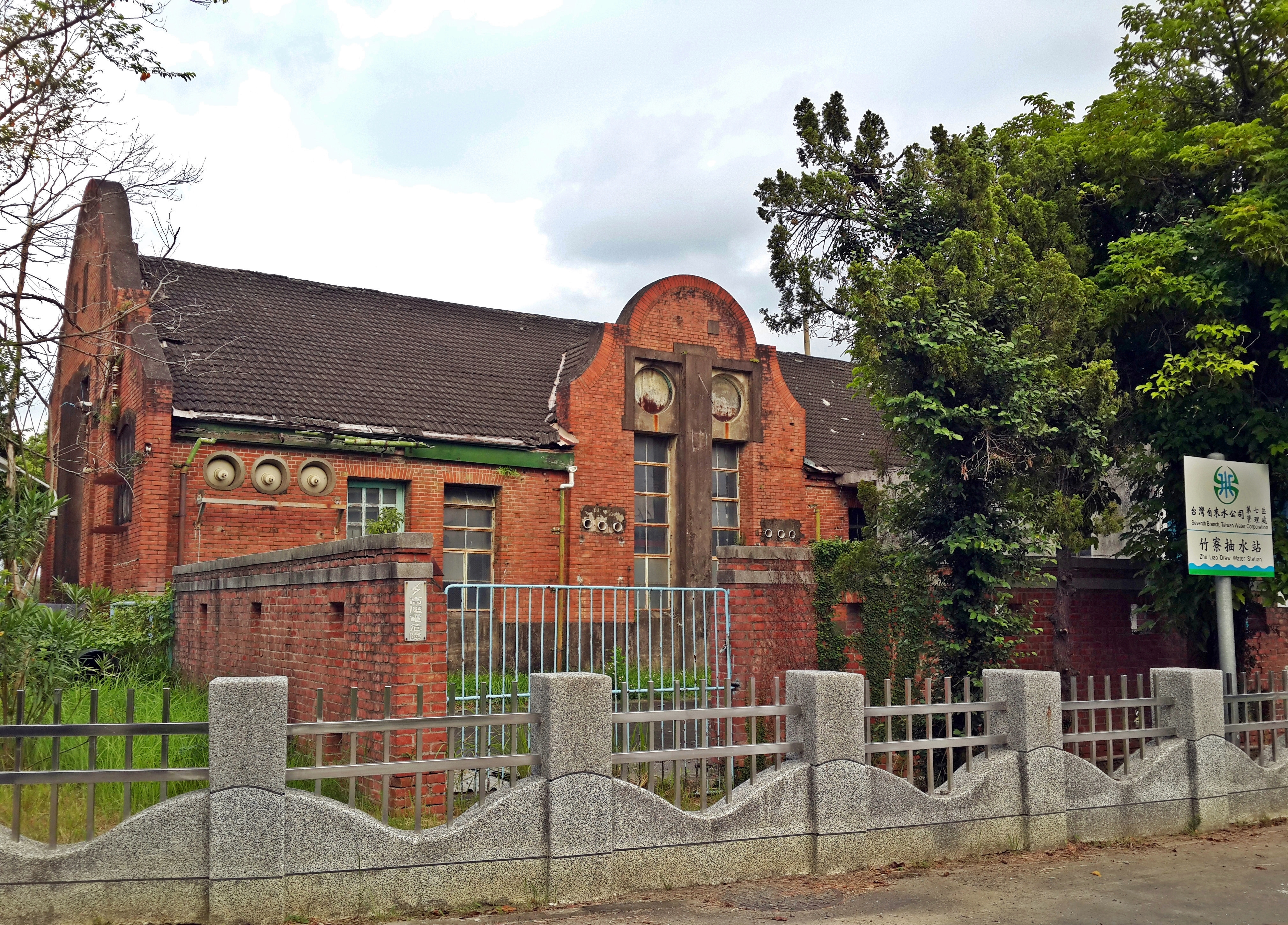
竹寮取水站（高雄市大樹区）

## 関連書籍
- 稲場紀久雄 (1993). 《都市の医師―浜野弥四郎の軌跡》. 水道産業新聞社. ISBN 4915276120
- 馬以工 主講 (2008). “把文化景觀變資產” (中国語). 《全民大講堂》（第36集 ）. 中國電視公司